# تیتو (رومانی)
شهر تیتو (به رومانیایی: Titu) در شهرستان دمبوویتس در کشور رومانی واقع شده‌است. جمعیت این شهر ۱۰٬۷۱۱ نفر  است.